# Schaakwedstrijd à la Van der Hoeven 1853
De schaakwedstrijd à la Van der Hoeven in 1853 was een schaaktoernooi georganiseerd door de Amsterdamse schaakgenootschap Philidor, waar volgens de regels van een schaakvariant ontwikkeld door Elias van der Hoeven werd gespeeld. Deze schaakvariant was de voorganger van het 960-schaakspel. Het doel van dit toernooi was de verspreiding van de kennis en populariteit van het schaakspel a la van der Hoeven.
Aanvankelijk zou dit toernooi tussen de acht prijswinnaars van de in 1851 door Philidor georganiseerde toernooi gehouden worden. Omdat niet alle winnaars konden deelnemen,werden uitnodigingen naar andere verenigingen verstuurd. Mogelijk was de afstand, transport en duur van het toernooi een probleem, want uiteindelijk werd het een toernooi met zeven spelers uit Amsterdam gehouden, plus Van der Hoeven zelf, die toen 74 was. De deelnemers waren Maarten van ’t Kruijs (Philidor), J. Seligmann (Philidor), H. Kloos (La Bourdonnais), M.M. Coopman, en F.G. Hijmans / S. Heijmans. Zij werden aangevuld door E. Mohr en J. van Praag.
Het toernooi werd uiteindelijk gewonnen door Van ’t Kruijs die ook het schaaktoernooi een jaar eerder had gewonnen. Hij bevestigde met deze winst de toen al groeiende opinie dat met het wegnemen van openingstheorie schaaktalent beter tot uiting zou komen.